# Kildeer
Kildeer – wieś w Stanach Zjednoczonych, w stanie Illinois, w hrabstwie Lake.